# 12/12/12 (film)
Série
11/11/11
(2011) 13/13/13
(2013)
Pour plus de détails, voir Fiche technique et Distribution.
12/12/12 (également connu sous le nom de Evil Born) est un film d'horreur américain de 2012 écrit et réalisé par Jared Cohn. Il met en vedette Sara Malakul Lane, Jesus Guevara, Erin O'Brien, Steve Hanks et Carl Donelson. Il a été filmé à Los Angeles, en Californie, et il est sorti le 4 décembre 2012,,

## Synopsis
Le film commence avec la naissance d’un bébé, Sebastian. Après que Sebastian ait violemment assassiné les médecins qui l’ont mis au monde, sa mère (Sara Malakul Lane) se rend compte qu’il y a quelque chose de grave qui ne va pas avec l’enfant. Au cours du film, Sebastian assassine brutalement de nombreuses personnes et la tragédie en frappe beaucoup d’autres. Mahari (Jesus Guevara) tente de voler le bébé aux parents biologiques de Sebastian à plusieurs reprises et il finit par le faire. Il vole Sebastian afin d’embrasser sa vocation maléfique. Les policiers tentent de tuer Mahari mais Mahari et ses compagnons utilisent Sebastian pour les assassiner. Le film se termine avec tous les personnages principaux morts. Leur mort est associée d’une manière ou d’une autre à Sebastian.

## Distribution
- Sara Malakul Lane : Veronica Alvarez
- Jesus Guevara : Mahari
- Erin O'Brien : l’infirmière à la gare
- Steve Hanks : Détective Barnes
- Carl Donelson : Carlos
- Laura Ramos : Gabriella
- Samantha Stewart : l’officier Vokel
- Rachel Alig : Katherine
- Jared Cohn : Jared
- Katy-Ann Thompson : l’infirmière Madysson
- Gregory Niebel : le docteur Ulf
- Shakira Ja'nai Paye : Kayla
- Shauna Chin : Barbara
- Jourdan Lee : Jason Tremmel
- Jon Kondelik : Trevor
- Samuel Fisher : l’officier Kemp
- Sam Ingraffia : Père Anders

## Réception critique
Dread Central l’a qualifié de « film d’horreur "Omen-esque intitulé d’après la date à laquelle son rejeton de l’enfer naîtra ». Le tournage du projet a créé une controverse en Thaïlande : des photos prises sur le plateau montrant Sara Malakul Lane en costume et semblant enceinte ont été considérées à tort comme réelles, or il existe en Thaïlande des tabous culturels sur les mères célibataires.